# Franța la Jocurile Olimpice de vară din 2016
Franța a participat la Jocurile Olimpice de vară din 2016 de la Rio de Janeiro în perioada 5 – 21 august 2016, cu o delegație de 395 de sportivi, cea mai numeroasă din istorie, care a concurat la toate sporturile, cu excepția hocheiului pe iarbă. 
Comitetul Național Olimpic și Sportiv Francez (CNOSF) stabilise ca obiectiv obținerea a aproximativ 40 medalii, inclusiv 11–15 medalii de aur. Cu un total de 42 de medalii, inclusiv 10 de aur, Franța s-a aflat pe locul 7 în clasamentul pe medalii și a obținut cel mai mare număr de medalii într-o singură ediție din istoria sa, cu excepția Jocurile Olimpice de vară din 1900, pe care le-a găzduit. CNOSF a considerat acest bilanț ca „mai mult decât pozitiv”.

## Participanți
Delegația franceză a cuprins 395 de sportivi: 228 bărbați și 167 femei. Rezervele la fotbal, handbal, hochei pe iarbă și scrimă nu sunt incluse.
| Sport            | Masculin | Feminin | Total |
| ---------------- | -------- | ------- | ----- |
| Atletism         | 29       | 25      | 54    |
| Badminton        | 1        | 1       | 2     |
| Baschet          | 12       | 12      | 24    |
| Box              | 8        | 2       | 10    |
| Caiac canoe      | 11       | 6       | 17    |
| Canotaj          | 14       | 4       | 18    |
| Ciclism          | 14       | 7       | 21    |
| Echitație        | 9        | 3       | 12    |
| Fotbal           | 0        | 18      | 18    |
| Golf             | 2        | 2       | 4     |
| Gimnastică       | 6        | 7       | 13    |
| Haltere          | 4        | 1       | 5     |
| Handbal          | 14       | 14      | 28    |
| Înot sincron     | 0        | 2       | 2     |
| Judo             | 7        | 7       | 14    |
| Lupte            | 1        | 1       | 2     |
| Natație          | 17       | 13      | 30    |
| Navigație        | 8        | 7       | 15    |
| Pentatlon modern | 2        | 1       | 3     |
| Rugby în VII     | 12       | 12      | 24    |
| Tir              | 7        | 4       | 11    |
| Sărituri în apă  | 2        | 1       | 3     |
| Scrimă           | 7        | 8       | 15    |
| Taekwondo        | 1        | 3       | 4     |
| Tenis            | 6        | 3       | 9     |
| Tenis de masă    | 3        | 1       | 4     |
| Tir cu arcul     | 3        | 0       | 3     |
| Triatlon         | 3        | 2       | 5     |
| Volei            | 12       | 0       | 12    |
| Polo pe apă      | 13       | 0       | 13    |
| Total            | 228      | 167     | 395   |

## Medalii

### Medaliați
| Medalie | Nume | Sport            | Probă                                     | Dată      |
| ------- | --- | ---------------- | ----------------------------------------- | --------- |
| Aur     | Denis Gargaud Chanut | Caiac canoe      | C-1 slalom masculin                       | 9 august  |
| Aur     | Karim Laghouag Mathieu Lemoine Astier Nicolas Thibaut Vallette | Echitație        | Întreceri pe echipe                       | 9 august  |
| Aur     | Jérémie Azou Pierre Houin | Canotaj          | Dublu vâsle ctg. ușoară (L2×)             | 12 august |
| Aur     | Émilie Andéol | Judo             | +78 kg feminin                            | 12 august |
| Aur     | Teddy Riner | Judo             | +100 kg masculin                          | 12 august |
| Aur     | Yannick Borel Gauthier Grumier Daniel Jerent Jean-Michel Lucenay | Scrimă           | Spadă masculin pe echipe                  | 14 august |
| Aur     | Charline Picon | Navigație        | RS:X feminin                              | 14 august |
| Aur     | Philippe Rozier Kevin Staut Roger-Yves Bost Pénélope Leprevost | Echitație        | Sărituri pe echipe                        | 17 august |
| Aur     | Estelle Mossely | Box              | 60 kg feminin                             | 19 august |
| Aur     | Tony Yoka | Box              | +91 kg                                    | 21 august |
| Argint  | Fabien Gilot Florent Manaudou Mehdy Metella William Meynard* Clément Mignon* Jérémy Stravius | Natație          | 4×100 m liber                             | 7 august  |
| Argint  | Astier Nicolas | Echitație        | Întreceri individual                      | 9 august  |
| Argint  | Clarisse Agbegnenou | Judo             | 63 kg feminin                             | 9 august  |
| Argint  | Audrey Tcheuméo | Judo             | 78 kg feminin                             | 11 august |
| Argint  | Jean-Charles Valladont | Tir cu arcul     | Masculin individual                       | 12 august |
| Argint  | Jérémy Cadot Erwann Le Péchoux Enzo Lefort Jean-Paul Tony Helissey | Scrimă           | Floretă masculin pe echipe                | 12 august |
| Argint  | Florent Manaudou | Natație          | 50 m liber masculin                       | 12 august |
| Argint  | Jean Quiquampoix | Tir              | Pistol foc rapid 25 m                     | 13 august |
| Argint  | Renaud Lavillenie | Atletism         | Săritura cu prăjina masculin              | 15 august |
| Argint  | Mélina Robert-Michon | Atletism         | Aruncarea discului feminin                | 16 august |
| Argint  | Sofiane Oumiha | Box              | 60 kg masculin                            | 16 august |
| Argint  | Kévin Mayer | Atletism         | Decatlon masculin                         | 18 august |
| Argint  | Élodie Clouvel | Pentatlon modern | Feminin                                   | 19 august |
| Argint  | Haby Niaré | Taekwondo        | 67 kg feminin                             | 19 august |
| Argint  | Maxime Beaumont | Caiac canoe      | K-1 200 m sprint masculin                 | 20 august |
| Argint  | Sarah Ourahmoune | Box              | 51 kg feminin                             | 20 august |
| Argint  | Echipa națională Camille Ayglon Chloé Bulleux Blandine Dancette Siraba Dembélé Béatrice Edwige Laura Glauser Manon Houette Alexandra Lacrabère Laurisa Landre Amandine Leynaud Gnonsiane Niombla Estelle Nze Minko Allison Pineau Grace Zaadi          | Handbal          | Turneul feminin                           | 20 august |
| Argint  | Echipa națională Olivier Nyokas Daniel Narcisse Vincent Gérard Nikola Karabatić Kentin Mahé Mathieu Grébille Thierry Omeyer Timothey N'Guessan Luc Abalo Cédric Sorhaindo Michaël Guigou Luka Karabatić Ludovic Fabregas Adrien Dipanda Valentin Porte | Handbal          | Turneul masculin                          | 21 august |
| Bronz   | Gauthier Grumier | Scrimă           | Spadă masculin                            | 9 august  |
| Bronz   | Gauthier Klauss Matthieu Péché | Caiac canoe      | C-2 slalom masculin                       | 11 august |
| Bronz   | Grégory Baugé Michaël D'Almeida François Pervis | Ciclism          | Sprint masculin pe echipe                 | 11 august |
| Bronz   | Cyrille Maret | Judo             | 78 kg masculin                            | 11 august |
| Bronz   | Thomas Baroukh Thibault Colard Guillaume Raineau Franck Solforosi | Canotaj          | Patru rame fără cârmaci ctg. ușoară (L4-) | 11 august |
| Bronz   | Pierre Le Coq | Navigație        | RS:X masculin                             | 14 august |
| Bronz   | Alexis Raynaud | Tir              | Pușcă trei poziții 50 m                   | 14 august |
| Bronz   | Souleymane Cissokho | Box              | 69 kg masculin                            | 15 august |
| Bronz   | Dimitri Bascou | Atletism         | 110 m garduri masculin                    | 16 august |
| Bronz   | Mathieu Bauderlique | Box              | 81 kg masculin                            | 16 august |
| Bronz   | Marc-Antoine Olivier | Natație          | 10 km maraton                             | 16 august |
| Bronz   | Mahiedine Mekhissi-Benabbad | Atletism         | 3000 m obstacole masculin                 | 17 august |
| Bronz   | Camille Lecointre Hélène Defrance | Navigație        | Clasa 470 feminin                         | 18 august |
| Bronz   | Christophe Lemaitre | Atletism         | 200 m masculin                            | 18 august |

### Medalii după sport
| Sport            | Aur | Argint | Bronz | Total |
| Box              | 2   | 2      | 2     | 6     |
| Judo             | 2   | 2      | 1     | 5     |
| Echitație        | 2   | 1      | 0     | 3     |
| Caiac canoe      | 1   | 1      | 1     | 3     |
| Scrimă           | 1   | 1      | 1     | 3     |
| Navigație        | 1   | 0      | 2     | 3     |
| Canotaj          | 1   | 0      | 1     | 2     |
| Atletism         | 0   | 3      | 3     | 6     |
| Natație          | 0   | 2      | 1     | 3     |
| Handbal          | 0   | 2      | 0     | 2     |
| Tir              | 0   | 1      | 1     | 2     |
| Tir cu arcul     | 0   | 1      | 0     | 1     |
| Pentatlon modern | 0   | 1      | 0     | 1     |
| Taekwondo        | 0   | 1      | 0     | 1     |
| Ciclism          | 0   | 0      | 1     | 1     |
| Total            | 10  | 18     | 14    | 42    |

## Natație
| Sportiv                                                         | Probă         | Calificări | Calificări | Semifinale | Semifinale | Finală       | Finală       |
| Sportiv                                                         | Probă         | Timp       | Loc        | Timp       | Loc        | Timp         | Loc          |
| --------------------------------------------------------------- | ------------- | ---------- | ---------- | ---------- | ---------- | ------------ | ------------ |
| Lara Grangeon                                                   | 400 m mixt    | 4:43.98    | 22         | N/A        | N/A        | Nu a avansat | Nu a avansat |
| Fantine Lesaffre                                                | 400 m mixt    | 4:44.47    | 23         | N/A        | N/A        | Nu a avansat | Nu a avansat |
| Beryl Gastaldello Charlotte Bonnet Mathilde Cini Anna Santamans | 4×100 m liber | 3:36,85    | 8 C        | N/A        | N/A        | 3:37,45      | 7            |

| Sportiv        | Probă            | Calificări | Calificări | Semifinale | Semifinale | Finală  | Finală |
| Sportiv        | Probă            | Timp       | Loc        | Timp       | Loc        | Timp    | Loc    |
| -------------- | ---------------- | ---------- | ---------- | ---------- | ---------- | ------- | ------ |
| Jordan Pothain | 400 m stil liber | 3:45.43    | 8 C        | N/A        | N/A        | 3:49.07 | 8      |